# 大都會人壽體育場

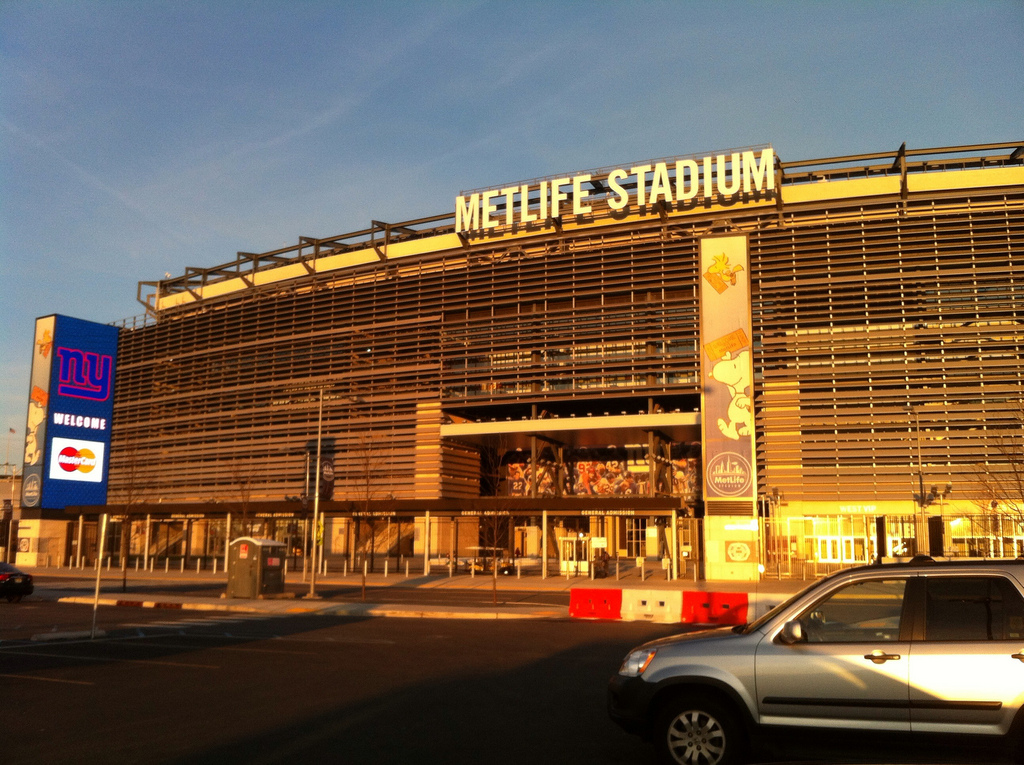
體育場外觀

大都會人壽體育場（MetLife Stadium）是位於美國紐澤西州東盧瑟福的一座開放式多用途體育場，屬於梅多蘭體育綜合體（Meadowlands Sports Complex）。這座體育場於2010年啟用，取代了舊有的巨人體育場（Giants Stadium），並成為國家美式足球聯盟（NFL）紐約巨人與紐約噴射機的主場館。

## 历史
啟用於2010年。原名為新草地體育場（New Meadowlands Stadium）；2011年起由大都會人壽冠名。雖其場館實際位置位於紐澤西州，但因位於紐約近郊，通常被視為代表紐約的體育場，目前是國家美式足球聯盟（NFL）紐約巨人與紐約噴射機的主場館。大都會人壽體育場可容納約82,500名觀眾。2025年國際足協世界冠軍球會盃2025年國際足協世界冠軍球會盃決賽和2026年国际足联世界杯决赛在此举办。

## 外部連結
- 官方网站